# Vallter 2000

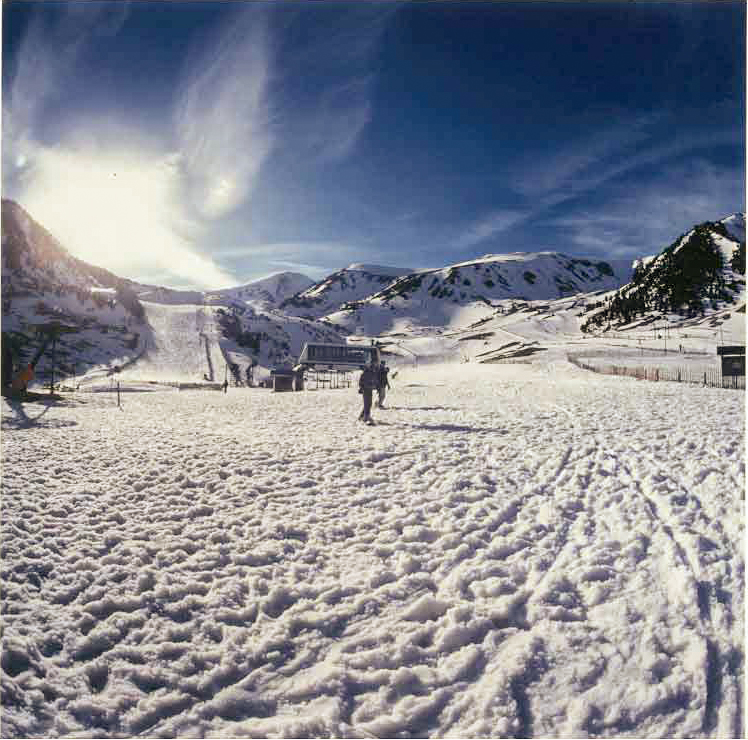
Vallter 2000 im Winter 1991/92

Vallter 2000 ist ein Skiareal in den katalanischen Pyrenäen. Es befindet sich im Vall de Camprodrón bei Ripollés und hat 14 km Skipisten. Die Meereshöhe ist 2010 bis 2500 Meter. Es existieren ein Ski- und ein Sessellift.
Bei der Katalonien-Rundfahrt diente die Skistation mehrmals als Etappenort.